# Jornal do Povo
Jornal do Povo é o principal veículo de comunicação do município brasileiro de Cachoeira do Sul, no estado do Rio Grande do Sul, cobrindo também o noticiário dos municípios de Novo Cabrais, Cerro Branco, Paraíso do Sul, Restinga Seca e Agudo.
Fundado em 29 de junho de 1929, é o órgão de imprensa de maior longevidade da Região Central do Rio Grande do Sul, em 90 anos de circulação ininterrupta. Conhecido também por sua sigla, JP, o jornal é o líder em publicação do Grupo Vieira da Cunha, com uma circulação média de oito mil exemplares e com um público leitor que atinge 86% da população da cidade.